# Rosser Ridge
Il Rosser Ridge (in lingua inglese: Dorsale Rosser) è una dorsale rocciosa antartica, lunga 7 km, che delimita il limite settentrionale dei Cordiner Peaks, che fanno parte dei Monti Pensacola in Antartide. 
La dorsale è stata mappata dall'United States Geological Survey (USGS) sulla base di rilevazioni e foto aeree scattate dalla U.S. Navy nel periodo 1956-66.
La denominazione è stata assegnata dall'Advisory Committee on Antarctic Names (US-ACAN) in onore di Earl W. Rosser, ingegnere topografico che svolse misurazioni nei Monti Pensacola nel 1965-66.